# 볜바현

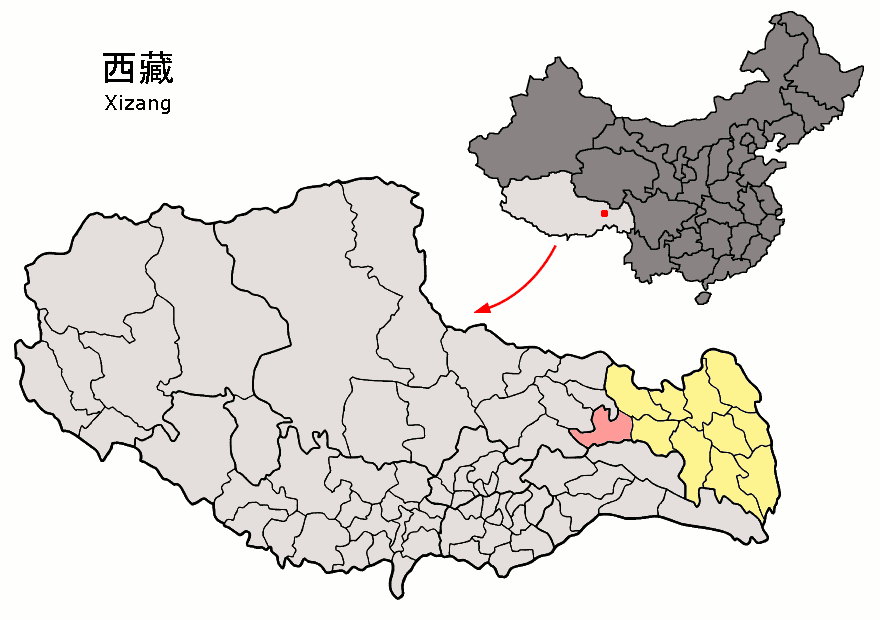
반바르 현의 위치

볜바현(티베트어: དཔལ་འབར་རྫོང་ 반바르 종, 중국어: 边坝县, 병음: Biānbà Xiàn)은 티베트 자치구 창두 지구의 현급 행정구역이다. 넓이는 8894km2이고, 인구는 2007년 기준으로 30,000여명이다.

## 지리
평균해발고도는 3800m이다. 연평균 기온은 3.9°C, 연평균 강수량은 600mm, 무상일수는 120일이다.

## 행정 구역
2개 진, 9개 향을 관할한다.
- 진: 초잡진, 변파진.
- 향: 마무향, 열옥향, 이목향, 사정향, 금령향, 가공향, 마수향, 도와향, 납자향.